# Leopold Kupczykier
Leopold Kupczykier (ur. 2 kwietnia 1891, zm. listopad 1943 w KL Lublin) – żydowski przedsiębiorca, podczas II wojny światowej członek warszawskiego Judenratu.

## Życiorys
Przed II wojną światową był członkiem Związku Cukierników oraz działaczem rzemieślniczym. Był właścicielem fabryki czekolady „Blocard”.
Jesienią 1939 roku został członkiem warszawskiego Judenratu. Od grudnia 1940 roku był przewodniczącym Wydziału Służby Porządkowej, zajmował się organizacją Służby Porządkowej w getcie oraz nadzorował przyjmowanie do niej pierwszych funkcjonariuszy. Później na stanowisku przewodniczącego zastąpił go radca Bernard Zundelewicz. Był również członkiem Komisji Wydziału Pracy oraz Wydziału Opieki Społecznej. Z ramienia Judenratu przeprowadzał wizytacje w obozach pracy. Podczas jednej z takich wizyt miał zostać otoczony i zaatakowany przez tłum niezadowolonych, skonfliktowanych z Judenratem więźniów. 
Według wspomnień więźniów getta, m.in. Stanisława Adlera i Emanuela Ringelbluma był uważany za szczególnie skorumpowanego. Według tego ostatniego w getcie nazywany był „Kupcukier” lub „Przekupczykier”, oskarżano go m.in. o to, że jego fabryka słodyczy otrzymywała znaczną część dostarczanych do getta przydziałów cukru.
W getcie mieszkał przy ulicy Pawiej 69. Podczas akcji Erntefest został wywieziony do obozu koncentracyjnego na Majdanku i tam zamordowany.